# Nikolaus Koch (Politiker, I)
Nikolaus Koch (* im 18. Jahrhundert; † im 19. Jahrhundert) war ein deutscher Jurist und Abgeordneter.

## Leben
Koch war im Hochstift Fulda Advokat beim Vizedomamt Fulda, Repetent in der juristischen Fakultät der Universität Fulda und ab ca. 1796 Regierungsadvokat in Fulda. Später war er Amtsverweser des Centamts Fulda und Justizbeamter.
Im Königreich Westphalen war er von 1810 bis 1813 Landdistriksmaire (Bürgermeister) Fulda-Land. Vom 11. Oktober 1810 bis zum 28. Oktober 1813 war er Mitglied der Ständeversammlung des Großherzogtums Frankfurt für das Departement Fulda und den Stand der Güterbesitzer.